# بوسدورف (زاکسونی)-آنهالت
بوسدورف (زاکسونی)-آنهالت (به آلمانی: Bösdorf) یک منطقهٔ مسکونی در آلمان است که در ائبیسفلده-وفرلینگن واقع شده‌است. بوسدورف ۴۵۶ نفر جمعیت دارد.